# Patrizio Bianchi
Patrizio Bianchi (Copparo, 28 maggio 1952) è un economista e politico italiano.
È stato ministro dell'istruzione nel governo Draghi dal 13 febbraio 2021 al 22 ottobre 2022.

## Biografia
Dopo aver conseguito, nel maggio 1976, la laurea in Scienze politiche con lode all'Università di Bologna sotto la guida di Romano Prodi e Alberto Quadrio Curzio, si è specializzato in economia e politica industriale alla London School of Economics and Political Science con il professor Basil Yamey. In questo periodo ha operato presso la Price Commission britannica, seguendo un'inchiesta sul controllo dei prezzi nel settore del cemento, argomento a cui dedicherà il suo primo saggio, pubblicato nel 1980 da Il Mulino.

## Attività accademica

### Gli inizi presso gli Atenei di Trento, Udine e Bologna
Nel 1980 diventa ricercatore presso la Facoltà di economia dell'Università di Trento, e nello stesso anno il Ministro del Bilancio Beniamino Andreatta lo nomina Segretario del Piano nazionale per la ristrutturazione dell’industria dell’automobile. Nel 1981 diventa responsabile scientifico del Laboratorio di Politica industriale di Nomisma.
Nel 1982 si trasferisce all'Università di Bologna sempre come ricercatore universitario, dove vince la cattedra di professore associato nel 1986. Nel 1987 con Martin Carnoy (Università di Stanford) e Manuel Castells (Università della California) viene invitato dal Ministero dell’Educazione Cinese per un’analisi del Rapporto tra sistema universitario e sviluppo economico, con particolare attenzione alla valutazione delle attività di ricerca ed alla formazione dei dottorandi. Nel 1989 viene chiamato come professore straordinario di Politica Economica presso l'Università di Udine. Nel 1991 torna a Bologna come Professore Straordinario di Politica Economica delle Comunità Europee, con il mandato di avviare il corso di Scienze politiche presso la nuova sede della Università di Bologna a Forlì. Sempre a Bologna, nel 1994 diventa Professore Ordinario di Politica Economica presso il Dipartimento di Scienze Economiche.
Nel 1992 è nominato direttore della Rivista di economia e politica industriale "L’Industria" (edita dalla case editrice Il Mulino), carica che manterrà fino al 2004.

### Dall'arrivo all'Università di Ferrara agli anni del rettorato
Nel 1997 entra nel Consiglio di Amministrazione dell'IRI, con il compito di portare a termine entro il 2000 la privatizzazione dell’ente e di tutte le partecipate. Nel 1999 è inoltre nominato Presidente di Sviluppo Italia – oggi Invitalia – l’agenzia di sviluppo nazionale creata con il compito di valutare, razionalizzare e riunire le otto agenzie di sviluppo operanti in precedenza nel Mezzogiorno, carica dalla quale si dimette ad inizio del 2000.
Nel 1997 si trasferisce all'Università di Ferrara. A Ferrara è stato nel 1998 il fondatore della Facoltà di Economia, ora Dipartimento di Economia e Management – qualificatosi come Dipartimento di eccellenza a livello nazionale – in cui ricopre il ruolo di professore ordinario di Economia e Politica industriale, nonché la carica di Preside della stessa Facoltà a partire dal 2000. È eletto rettore dell'Università di Ferrara nel 2004 con un mandato triennale, vedendosi riconfermare nell'incarico fino al 2010. Dal 2004 al 2007 è membro del Comitato direttivo della Conferenza dei Rettori delle Università Italiane. Dal 2006 al 2010 è Presidente della Fondazione della Conferenza dei Rettori delle Università Italiane (CRUI) e – in qualità di presidente della Fondazione CRUI – diviene presidente della Università telematica internazionale "UniNettuno" di Roma, posseduta dal consorzio fra università Italiane Nettuno. Dal 2003 al 2010 ricopre inoltre la carica di Presidente di IMPAT – consorzio universitario per la promozione del trasferimento tecnologico e degli spin off da ricerca.
Dal gennaio 2020 diventa il titolare presso l'Università di Ferrara della cattedra UNESCO in "Education, Growth and Equality".
Negli anni ha svolto attività di ricerca e consulenza per le maggiori istituzioni nazionali, europee ed internazionali, in particolare nell'area della politica industriale e delle politiche di sviluppo, pubblicando oltre 200 articoli e 40 libri in italiano, inglese e spagnolo.

### Ritorno all'attività accademica
Una volta conclusa l'esperienza di governo ritorna all'attività accademica, venendo nominato professore emerito all'Università di Ferrara.
Il 3 e il 4 novembre 2022 interviene alla Conferenza Internazionale delle Cattedre UNESCO tenutasi a Parigi in occasione del trentesimo anniversario del Programma Cattedre UNESCO/UNITWIN.

## Attività politica

### Assessore della Regione Emilia-Romagna
È stato assessore alle politiche europee per lo sviluppo, scuola, formazione, ricerca, università e lavoro della regione Emilia-Romagna dal 2010, per due mandati sotto la guida dei presidenti Vasco Errani e Stefano Bonaccini, fino al febbraio del 2020.
Dal 2010 al 2012 ha progettato e realizzato la riforma della formazione professionale regionale, e dal 2012 al 2014 ha gestito il riavvio delle attività didattiche e la ricostruzione delle scuole dell'area colpita dal sisma del 20-29 maggio 2012. Dal 2015 ha inoltre coordinato il Patto per il lavoro per lo sviluppo della regione Emilia-Romagna. Dal 2017 ha diretto le attività per la progettazione e l'attivazione del Big Data Technopole di Bologna, nuova sede del Centro Europeo per le Previsioni Meteorologiche (precedentemente situato a Reading ma trasferito a Bologna a seguito della Brexit) e del Centro Europeo di Supercalcolo Scientifico che ospita Leonardo, il quarto supercomputer più veloce al mondo. Nel gennaio 2019 fonda la Fondazione Internazionale Big Data e Intelligenza Artificiale per lo Sviluppo Umano (IFAB), della quale ricoprirà il ruolo di Direttore scientifico fino al 2021.
Dal giugno 2018 è anche vicepresidente della Commissione Intermediterranea (CIM) della Conferenza delle Regioni periferiche e marittime.
Durante i suoi anni da Assessore è insignito dal Presidente della Repubblica Giorgio Napolitano dell'onorificenza di Commendatore al merito della Repubblica Italiana (2010) e l'11 giugno 2015 riceve dal Presidente della Repubblica, Sergio Mattarella, nell'ambito dell'adunanza di chiusura dell'anno accademico dell'Accademia nazionale dei Lincei, il premio Lincei del Ministero dei Beni Culturali per le Scienze Politiche e Sociali per l'anno 2015.
Conclude l'esperienza da Assessore nel febbraio 2020. Nell'aprile dello stesso anno ha coordinato la task force ministeriale, formata dall'allora Ministro dell'istruzione Lucia Azzolina, per coordinare e gestire la ripartenza dell'anno scolastico 2020-2021 durante la pandemia di COVID-19. In seguito ha rivelato il suo disappunto in merito alle decisioni prese dal dicastero, non del tutto conformi al documento stilato dalla commissione da lui presieduta.

### Ministro dell'istruzione

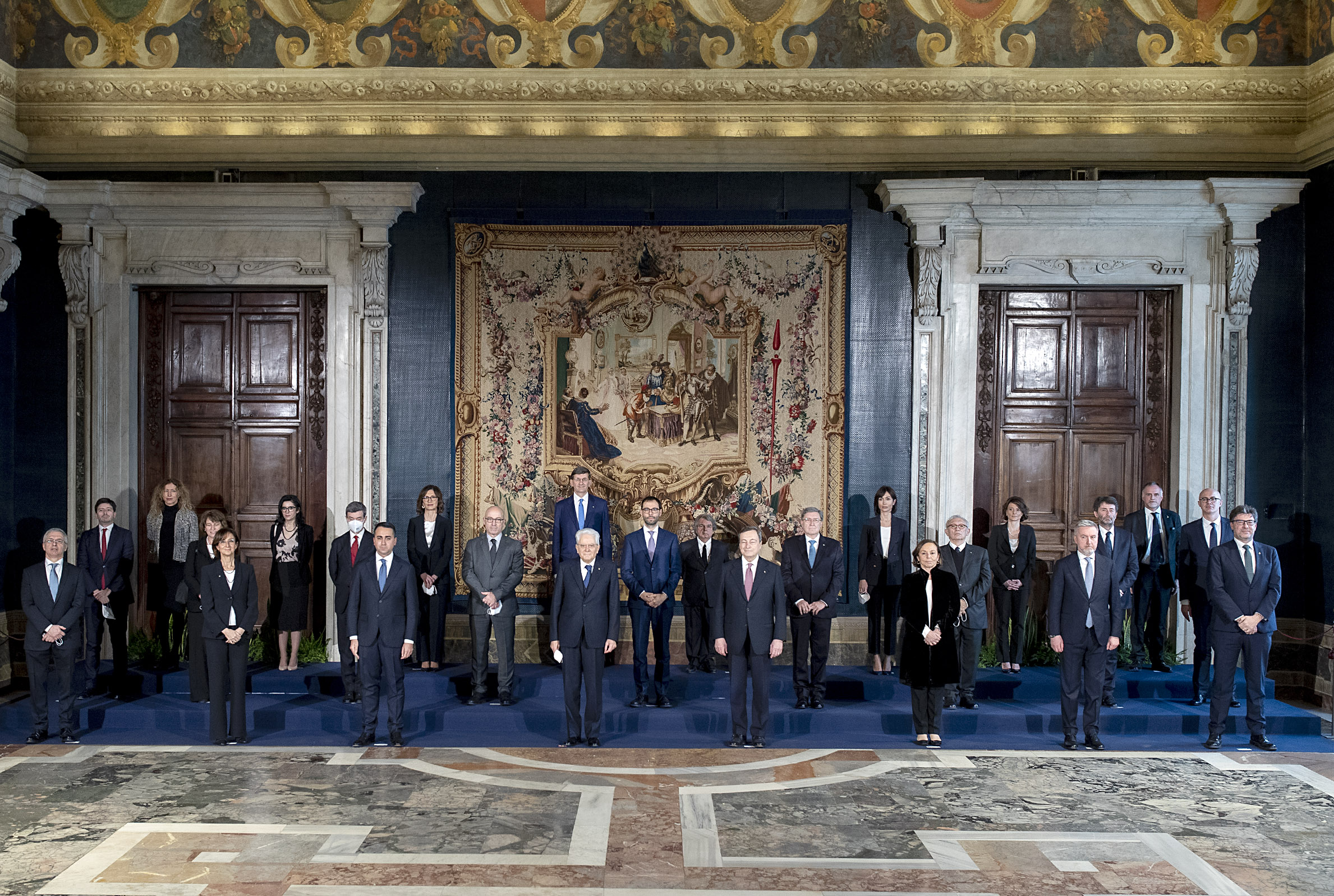
Foto ufficiale scattata dopo la cerimonia di giuramento al Palazzo del Quirinale. Patrizio Bianchi è settimo a partire da destra.

Il 12 febbraio 2021 viene scelto da Mario Draghi come Ministro dell'Istruzione nel governo Draghi e giura il giorno seguente al Quirinale alla presenza del Presidente della Repubblica Sergio Mattarella. Come obiettivo del suo mandato pone il ritorno della didattica in presenza per l'anno scolastico 2021-2022 dopo il periodo di didattica a distanza dovuto alla pandemia da coronavirus e la realizzazione delle riforme previste dal Piano Nazionale di Ripresa e Resilienza (PNRR).
La riapertura delle scuole in presenza di ogni ordine e grado è realizzata nell'agosto 2021 con il Decreto n.257/21, che delinea le principali misure per il rientro in aula in sicurezza come l’uso della mascherina, il distanziamento in aula, l'obbligo di green pass per i docenti, il monitoraggio dei casi nonché il regolamento delle deroghe temporanee attuabili dai Presidenti delle Regioni per le sole zone rosse ed arancioni. Sia la didattica in presenza che il monitoraggio dei casi COVID vengono confermati anche per l'anno scolastico 2021/2022. A giugno 2022 gli esami di Stato vedono il ritorno delle prove scritte in presenza dopo la forma ridotta adottata nel 2020 che prevedeva un solo colloquio e dopo la tesina prevista nel 2021.
Nel 2021, durante l'emergenza COVID fu destinatario di una lettera aperta, siglata fra gli altri da Luciano Canfora e Paola Mastrocola, con cui gli si chiedeva di reintrodurre le prove scritte all'esame di maturità. Agli esami di maturità tenutisi nell'estate del 2023 una delle tracce del compito di italiano si richiamò a quella lettera aperta, nominando l'ex ministro nel titolo della traccia stessa. La reazione di Bianchi fu tuttavia di scarso entusiasmo e incerto apprezzamento, esplicitata la stessa mattina della prova con commenti di velato dissenso: «L’ho trovato inaudito e offensivo nei miei confronti e nei confronti dei ragazzi e delle famiglie. Di una sconcezza e scorrettezza infinite».
Nell'arco del suo mandato – in merito alle riforme da attuare nell'ambito del PNRR – realizza la riforma del sistema terziario di istruzione tecnologica superiore, la riforma degli istituti tecnici e professionali, la riforma sul reclutamento e la formazione dei docenti che istituisce la Scuola di alta formazione e formazione continua, la riforma del dimensionamento scolastico e la riforma dell'orientamento scolastico. Fra le altre attività promosse dal ministero vi sono il "Piano Scuola Estate" (volto a recuperare la socialità e rafforzare gli apprendimenti dopo la sospensione della presenza a causa della pandemia, promuovendo l’avvio di sperimentazioni di didattiche innovative), il piano "RiGenerazione Scuola" (per promuovere i temi della transizione ecologica e dello sviluppo sostenibile), l'introduzione dell'insegnamento da parte di docenti specialisti dell'educazione motoria nella scuola primaria e l'accoglienza di oltre 20 000 bambini Ucraini nelle scuole italiane d'intesa con il Ministero Ucraino dell'Istruzione, a seguito dell'invasione russa dell'Ucraina del 24 febbraio del 2022. Nei 18 mesi di attività vengono complessivamente allocati oltre 12 miliardi di euro in infrastrutture scolastiche (di cui 4,6 miliardi destinati agli asili nido) e più di 5 miliardi per il potenziamento delle competenze, con una quota del 40% degli investimenti destinati alle regioni del Sud Italia.
Come Ministro dell'Istruzione ha presieduto nel 2021 il G20 dell'educazione a Catania, svoltosi nell'ambito del G20 del 2021 a presidenza italiana. Nel settembre 2022 è inoltre intervenuto a New York sul tema “Transforming Education for Transforming World” alla settantasettesima assemblea generale dell'ONU.
Conclude il mandato il 22 ottobre 2022, giorno del giuramento del Governo Meloni.
Da settembre 2023 è membro dell'Accademia Nazionale dei Lincei.

## Premi e riconoscimenti
- 2005 - Professore Onorario di Economia e Tecnologia presso la South China University of Technology di Canton
- 2008 - Cittadino Onorario della Città di Fokoué-Fotomena, Camerun
- 2009 - Cittadino Onorario della Città di Rafaela[67]
- 2015 - Premio Lincei, Ministero della Cultura e Accademia nazionale dei Lincei[68]
- 2020 - Cittadino Onorario della Città di Novafeltria[69]
- 2020 - Membro dell'Accademia Olimpica di Vicenza[70]
- 2020 - Titolare Cattedra UNESCO "Education, Growth, Equality"[13]
- 2022 - Doctorado ad honorem, Universidad de Buenos Aires[71]
- 2022 - Laurea Honoris Causa in Economia e Scienze politiche, Facoltà Statale di Medicina di Tirana[72]

## Opere
- Politiche pubbliche e strategie dell'impresa nell'industria europea del cemento, Il Mulino, Bologna, pp. 1–162, 1980
- Il controllo dei prezzi. Un confronto internazionale, Franco Angeli, Milano, pp. 1–140, 1982
- Public and Private Control in Mass Product Industry: The Cement Industry Cases, Martinus Nijhoff Publisher, London, pp. 1–140, 1983
- Divisione del lavoro e ristrutturazione industriale, Il Mulino, Bologna, pp. 1–130, 1984
- Antitrust e gruppi industriali, Il Mulino, Bologna, pp. 1–300, 1988
- Industrial Reorganization and StructuralChange in the Automobile Industry, Collana di Economia Applicata, Bologna University Press, Bologna, pp. 1–142, 1989
- L'amministrazione dell'industria e del commercio estero, (P. Bianchi and M. G. Giordani eds.), Il Mulino, Bologna, pp. 1–270, 1990
- Produzione e potere di mercato, Ediesse, Roma, pp. 1–270, 1991
- Concorrenza e controllo delle concentrazioni in Europa, (P. Bianchi and G. Gualtieri eds.), Il Mulino, Bologna, pp. 1–502, 1993
- Technology and Human Resources in Europe after Maastricht, (P. Bianchi e M. Carnoyeds), International Journal of Technology Management, vol. 9, n. ¾, 1994
- Europe's Economic Challenge, (P. Bianchi, K. Cowling, R. Sudgeneds), Routledge, London-New York, pp. 1–216, 1994
- L'Europa smarrita, Vallecchi Editore, Firenze, pp. 1–180, 1995
- Le politiche industriali dell'Unione Europea, Il Mulino, Bologna, pp. 1–250, 1995
- Cambiamento delle istituzioni economiche e nuovo sviluppo in Italia e in Europa, (S. Beretta e P. Bianchi eds.), Il Mulino, Bologna, pp. 1–410, 1996
- Costruir el mercado. Lecciones de la Unión Europea: el desarrollo de la instituciones y de las políticas de competitividad, Universidad Nacional de Quilmes, Buenos Aires, pp. 1–260, 1997
- Industrial Policies and Economic Integration. Learning from European Experiences, Routledge, London, pp. 1–240, 1998
- Construir el Mercado, nueva edicion, Pagina/12 editorial, Buenos Aires, 1998
- InnovacionY Territorio, Politicas para pequeña empresas, (con L. M. Miller), Editorial JVS, Mexico City, pp. 1–280, 1999
- Politiche industriali dell'Unione Europea, 2ª edizione ampliata, Il Mulino, Bologna, pp. 1–326, 1999
- Le Api Audaci – Piccole Imprese e Dinamiche Industriali in Estremo Oriente, (con M. R. De Tommaso and L. Rubini), Franco Angeli, Milano, pp. 1–210, 2000
- La Rincorsa Frenata – L'industria italiana dall'unità nazionale all'unificazione europea, Il Mulino, Saggi, Bologna, pp. 1–330, 2002
- Technology, Information and Market Dynamics: TopicsInAdvanced Industrial Organization, (P. Bianchi and L. Lambertini eds.), E. Elgar, London, pp. 1–212, 2003
- The Economic Importance of Intangible Assets, (P. Bianchi and S. Labory eds.), AshgateAcademic Pu. London, pp. 1–202, 2004
- International Handbook on Industrial Policy, (P. Bianchi and S. Labory eds.), E. Elgar, Cheltenham, pp. 1–464, 2006
- High Technology, Productivity and Networks, (P. Bianchi, M. D. Parrilli, R. Sugden eds.), Palgrave Pu., London, pp. 1–254, 2008
- International Handbook on Industrial Policy, (P. Bianchi and S. Labory eds.), II edition, 2008
- Le nuove politiche industriali dell'Unione Europea, (con S. Labory), Il Mulino, pp. 1–243, Bologna, 2009
- Le politiche industriali alla prova del futuro, (P. Bianchi and C. Pozzi eds.), Bologna, Il Mulino, 2010.
- Industrial Policies after the Crisis. Seizing the Future, (con S. Labory), E. Elgar, Cheltenham, pp. 1–150, 2011
- La zucca i coriandoli e la strega cicciona, Ferrara, Corbo Editore, 2011
- La rincorsa frenata. L'industria italiana dall'unità nazionale alla crisi globale. Nuova edizione, Il Mulino, Bologna, pp. 1–346, 2013
- Globalizzazione, crisi e ristrutturazione industriale, McGraw-Hill Education, Milano, pp. 1–190, Milano-New York, 2014
- Manufacturing Reinassance, (con S. Labory), Revue d'économie industrielle, numéro special (two issues), n. 144, pp. 1–200, 2013 and n. 145, pp. 1–200, 2014
- Toward a New Industrial Policy. Selected Papers, (con S. Labory), Mc Graw Hill Education, Milano, pp. 1–190, Milano-New York, 2016
- Il Cammino e le orme. Industria e politica alle origini dell'Italia contemporanea, Il Mulino, Bologna, 2017
- Industrial policy for the manufacturing revolution: perspectives on digital globalisation, (P. Bianchi and S. Labory eds.), E. Elgar, Cheltenham, 2018
- 4.0 La nuova rivoluzione industriale, Il Mulino, Bologna 2018
- Nello specchio della scuola. Quale sviluppo per l'Italia, Il Mulino, Bologna, 2020

## Vita privata
È sposato e padre di due figli.